# Namazgah (Azerbaïdjan)
Namazgah (aussi, Namazgakh, Namazgi et Namazgyakh) est un village du district d'Ismailli en Azerbaïdjan.  Le village fait partie de la municipalité de Ərəkit (en).